# Bernard Van Ulden
Bernard Van Ulden, född 11 september 1979 i Belmont, Kalifornien, är en amerikansk professionell tävlingscyklist. Van Ulden blev professionell 2004 med Webcor Cycling Team där han blev god vän med Chris Horner. Men 2006 bytte han lag till Navigators Insurance Cycling Team och tävlade med dem tills stallet lades ner. I stället gick han över till det amerikanska stallet Jelly Belly Cycling Team.
Innan Bernard Van Ulden blev professionell tävlade och tränade han tillsammans med UCLA Cycling. Under tiden han tävlade för UCLA var han känd för att ständigt äta kakor från Didi Reese. Det är ett café i Westwood, Los Angeles, näst intill UCLA.
Ett av Bernards större genombrott var under National Collegiate Criterium Championships 2004. Tävlingen hade på grund av stora åskoväder senarelagts till kvällen och i den sista kurvan när alla andra bromsade i det våta väglaget gick Bernard loss. I tron att han var ensam satte han sig upp för att fira segern vid mållinjen, bara för att se sig passerad av en annan cyklist. Andraplatsen gav honom dock möjligheten att satsa vidare som professionell cyklist.
I september 2008 vann Bernard Van Ulden den amerikanska tävlingen US 100/10 Classic. En månad senare slutade han trea på etapp 5 av Jayco Herald Sun Tour efter Stuart O'Grady och Benjamin Day.
Under året 2009 slutade amerikanen femma på de amerikanska nationsmästerskapens tempolopp, som David Zabriskie vann. Han slutade på tredje plats på etapp 5 av Herald Sun Tour bakom Bradley Wiggins och Svein Tuft.
Bernards pappa kommer från Nederländerna och hans mamma från El Salvador. När Bernard Van Ulden inte cyklar tycker han om att resa och åka snowboard. Efter karriären vill han arbeta med bioteknik.

## Stall
- 2003-2005 Webcor Cycling Team
- 2006-2007 Navigators Insurance Cycling Team
- 2008- Jelly Belly Cycling Team

## Meriter
2009
- 3:a, etapp 5 Jayco Herald Sun Tour

2008
- 1:a, San Rafael
- 1:a, US 100/10 Classic
- 3:a, Joe Martin Stage Race
- 3:a, etapp 5 Jayco Herald Sun Tour

2006
- 1:a Bear Mountain Fall Classic Road Race
- 1:a, etapp 5 International Tour de Toona
- 2:a, etapp 4 Cascade Cycling Classic
- 2:a, etapp 1 Nature Valley Grand Prix
- 2:a, etapp 5 Mt. Hood Cycling Classic
- 3:a, etapp 1 Tour de Nez
- 3:a, etapp 7 Tour de Langkawi (Malaysia)
- 4:a Mount Holly-Smithville GP
- 4:a, etapp 1 International Tour de Toona
- 4:a, etapp 1 Fitchburg Longsjo Classic
- 4:a, etapp 9 Tour de Langkawi (Malaysia)
- 4:a Nature Valley Grand Prix
- 5:a USPRO National Time Trial Championship
- 7:a, etapp 4 Mt. Hood Cycling Classic
- 8:a, etapp 4 Nature Valley Grand Prix
- 9:a, etapp 2 Nature Valley Grand Prix

2005
- 1:a San Bruno Mt. Hill Climb
- 3:a National Time Trial Championship
- 5:a, etapp 1 Nature Valley Grand Prix

2004
- Collegiate Western Conference Champion
- 1:a UCD Time Trial
- 1: Boulevard Road Race
- 2:a University Road Race
- 2:a Collegiate Criterium National Championships, Madison, Wisconsin

2003
- 2:a, San Bruno Hill Climb
- 3:a, Mt. Tamalpais Hill Climb
- 7:a, Esparto Time Trial
- 14:e Suisun City Criterium